# Irreville
Irreville és un municipi francès situat al departament de l'Eure i a la regió de Normandia. L'any 2007 tenia 399 habitants.

## Demografia

### Població
El 2007 la població de fet d'Irreville era de 399 persones. Hi havia 140 famílies, de les quals 24 eren unipersonals (16 homes vivint sols i 8 dones vivint soles), 32 parelles sense fills, 76 parelles amb fills i 8 famílies monoparentals amb fills.
La població ha evolucionat segons el següent gràfic:
Habitants censats

### Habitatges
El 2007 hi havia 148 habitatges, 139 eren l'habitatge principal de la família, 5 eren segones residències i 4 estaven desocupats. 147 eren cases i 1 era un apartament. Dels 139 habitatges principals, 121 estaven ocupats pels seus propietaris, 15 estaven llogats i ocupats pels llogaters i 3 estaven cedits a títol gratuït; 1 tenia una cambra, 3 en tenien dues, 9 en tenien tres, 38 en tenien quatre i 88 en tenien cinc o més. 113 habitatges disposaven pel capbaix d'una plaça de pàrquing. A 46 habitatges hi havia un automòbil i a 92 n'hi havia dos o més.

### Piràmide de població
La piràmide de població per edats i sexe el 2009 era:
| Homes | Edats   | Dones |
| ----- | ------- | ----- |
| 0     | 95 o +  | 0     |
| 0     | 90 a 94 | 0     |
| 0     | 85 a 89 | 0     |
| 0     | 80 a 84 | 4     |
| 0     | 75 a 79 | 0     |
| 4     | 70 a 74 | 0     |
| 8     | 65 a 69 | 0     |
| 8     | 60 a 64 | 12    |
| 0     | 55 a 59 | 20    |
| 16    | 50 a 54 | 0     |
| 12    | 45 a 49 | 4     |
| 16    | 40 a 44 | 28    |
| 8     | 35 a 39 | 20    |
| 16    | 30 a 34 | 8     |
| 12    | 25 a 29 | 12    |
| 4     | 20 a 24 | 12    |
| 24    | 15 a 19 | 8     |
| 36    | 10 a 14 | 16    |
| 20    | 5 a 9   | 8     |
| 16    | 0 a 4   | 0     |

## Economia
El 2007 la població en edat de treballar era de 274 persones, 214 eren actives i 60 eren inactives. De les 214 persones actives 201 estaven ocupades (103 homes i 98 dones) i 13 estaven aturades (9 homes i 4 dones). De les 60 persones inactives 20 estaven jubilades, 31 estaven estudiant i 9 estaven classificades com a «altres inactius».

### Ingressos
El 2009 a Irreville hi havia 144 unitats fiscals que integraven 423 persones, la mediana anual d'ingressos fiscals per persona era de 20.585 €.

### Activitats econòmiques
Dels 6 establiments que hi havia el 2007, 1 era d'una empresa de construcció, 1 d'una empresa immobiliària, 3 d'empreses de serveis i 1 d'una entitat de l'administració pública.
L'únic servei als particulars que hi havia el 2009 era un paleta.
L'any 2000 a Irreville hi havia 7 explotacions agrícoles que ocupaven un total de 396 hectàrees.

## Poblacions més properes
El següent diagrama mostra les poblacions més properes.